# Hymn 43
"Hymn 43" es la octava canción del álbum Aqualung, de la banda británica de rock progresivo Jethro Tull (1971).
Puede inscribirse en el grupo de canciones de estilo hard rock del álbum, junto con Aqualung, "Up to Me y "Locomotive Breath", y es la más enérgica de este subconjunto de piezas.
La letra es una paráfrasis crítica del Padre Nuestro y comparte temática con la canción precedente, "My God". El título hace referencia a los himnos de alabanza a Dios frecuentemente cantados en las misas protestantes.
Curiosamente, esta canción (ni la anterior, "My God"), no fueron censuradas en España durante el tardofranquismo, cuando Aqualung (de 1971) fue publicado tardíamente en 1976. La censura fue padecida, sin embargo, por la canción "Locomotive Breath", del mismo álbum.
"Hymn 43" fue el primer single publicado por los Tull en los Estados Unidos.